# 斑鳩 (遊戲)
《斑鳩》是日本遊戲生產商Treasure在2001年12月20日推出的街機產品，翌年9月5日以完全移植方式推出Dreamcast版；再於2003年1月16日由任天堂发行推出了GameCube版。2008年4月9日该作在透過Xbox 360的Xbox Live Arcade重新推出市面，並於2013年1月8日推出Android版；以及於2014年2月18日通过Steam网路商店推出Windows版。2018年，Pikii宣布於5月30日在Nintendo Switch的eShop線上商店推出移植版本。

## 故事簡介
在未來的日本，位於本州（包括首都東京）以外的一個名為「鳳來之國」的小國；該國在各地發生了武力衝突。
事件的起因是一位名叫鳳來天樓的國家元首，在數年前從地底下挖掘出一座名為「產土神黃輝之塊」的不明物體；當該物體顯現其能力後，便把龐大力量給予他並回復出其好戰的心理。
人們為了得到永久的和平，便成立了一個名為「天角」的組織以對抗其統治；不過他們的實力始終強弱懸殊，最後遭到全滅。
之後一位名叫森羅的青年，他是天角的成員之一；當他駕駛著戰機時被敵人擊破，在一處名為「斑鳩之里」的鄉村中緊急降落。以長老風守老人為首的村民要他報上名來時，便說出了是為了得到永久的自由而與敵人作戰。他們知道了之後，便利用科技為他製造了名為「斑鳩」的戰機，再度向戰場進發……

## 操作要點
- A掣：射擊（連續按掣只會單發，按着其不放便會連發）。
- B掣：轉換屬性（有白屬性和黑屬性，白屬性要吸取敵方的白色子彈以增加能量，相反亦然；若接觸到不同顏色的子彈便會失去一個殘機數，全失的話便Game Over）。
- AB掣同按：力的解放。
- 不能有任何接觸（包括敵方機體、障礙物），否則亦會失去一個殘機數。
- 連續射出三個相同顏色（三白或三黑）的機體便會加分，並以連環方式遞增；當取得一定分數後增加一個殘機數。

## 特別之處
該遊戲以日本佛教作背景的音樂，並在遊戲畫面上加了一些梵文。

## 外部連結
- 遊戲官方網頁 （页面存档备份，存于） （日語）
- 《斑鸠》在任天堂网站的页面 （日語）